# كلينة بايدار (مقاطعة دالاهو)
كلينة بايدار (بالفارسية: کلینه پایدار) هي قرية تقع في كرمانشاه في إيران. يقدر عدد سكانها بـ 106 نسمة بحسب إحصاء 2016.